# Ecdysozoa
Ecdysozoa é um clado de animais protostômios que reúne os artrópodes, nemátodes e outros sete filos. Inclui organismos que têm de se desfazer do exosqueleto "apertado" e formar um novo para poderem crescer, um processo designado muda ou ecdise. O grupo foi definido por Aguinaldo e colaboradores em 1997, baseado em análise molecular principalmente de genes 18S RNA ribossomal. Dunn e colaboradores em 2008, confirmaram a monofilia do clado.
O grupo Ecdysozoa é uma das duas grandes divisões dos Protostomia, os animais em que a boca se forma primeiro que o ânus no desenvolvimento embrionário. Por sua vez, os Protostomia pertencem ao grupo dos Bilateria, os animais com simetria bilateral.
O grupo tem sido contestado por uma significante minoria de biólogos. Alguns têm se mantido fiéis ao agrupamento taxonômico tradicional, enquanto outros têm contestado a interpretação dos dados moleculares.

## Características
A mais notável característica compartilhada pelos ecdisozoários é a cutícula de três camadas composta por material orgânico, que é periodicamente trocada a medida que o animal cresce. Este processo de muda é denominado ecdise e deu origem ao nome do grupo. Os Ecdysozoa não possuem cílio locomotor, produzem esperma amebóide, e seus embriões não sofrem clivagem como em muitos outros protostômios.
O grupo reúne os seguintes filos: Arthropoda, Onychophora, Tardigrada, Kinorhyncha, Priapulida, Loricifera, Nematoda e Nematomorpha. Outros grupos, como o Gastrotricha, foram considerados como possíveis membros, entretanto, tais grupos não compartilham a principal característica do clado, e são agrupados em outras categorias. Os filos Arthropoda, Onychophora e Tardigrada têm sido agrupados juntos no Panarthropoda por causa de sua distinguível segmentação corporal.
Os demais filos do grupo foram agrupados no Cycloneuralia, mas este agrupamento é parafilético.

## Críticas
O grupo proposto por Aguinaldo e colaboradores não é universalmente aceito. Alguns zoólogos ainda mantém a visão tradicional de agrupar o Panarthropoda e o Annelida no grupo denominado Articulata  , e que o Ecdysozoa é polifilético. Os nemátodes, com seus muitos táxons parasitas e com um considerado número de autapomorfias constitui o principal ponto de contestação do agrupamento filogenético.
1. O epitélio cuticular está amplamente distribuído em outros filos de invertebrados (incluindo alguns anelídeos e moluscos) e mostra um considerável grau de variação. Acredita-se que ele evolui independentemente, ao menos em alguns grupos. No Nematoda e Panarthropoda, a cutícula é diferente tanto na composição química quanto na ultra-estrutura. Enquanto a cutícula dos artrópodes contêm quitina, ou pode ser uma combinação de quitina e queratina nos crustáceos; a quitina nunca foi encontrada no complexo cuticular dos nemátodes, que possui uma cutícula fibrosa e multi-laminar feita de colágeno e tipos de queratinas únicas na Nematoda.
2. A evidência molecular da monofilia do Ecdysozoa é ambígua.[4][7]

Uma das propostas é considerar o Ecdysozoa como grupo-irmão do Annelida, entretanto a controvérsia está longe de terminar.

## Filogenia
Esta é a filogenia de acordo com estudos genéticos recentes:
|  | Kinorhyncha |
|  |             |

|  | Loricifera |
|  |            |
|  | Priapulida |
|  |            |

|  | Kinorhyncha |
|  |             |

|  | Loricifera |
|  |            |
|  | Priapulida |
|  |            |

|  | Nematomorpha |
|  |              |
|  | Nematoda     |
|  |              |

|  | Arthropoda                                                 |
|  |                                                            |
|  | \| \| Onychophora \| \| \| \| \| \| Tardigrada \| \| \| \| |
|  |                                                            |
|  | Onychophora                                                |
|  |                                                            |
|  | Tardigrada                                                 |
|  |                                                            |

|  | Onychophora |
|  |             |
|  | Tardigrada  |
|  |             |

|  | Nematomorpha |
|  |              |
|  | Nematoda     |
|  |              |

|  | Arthropoda                                                 |
|  |                                                            |
|  | \| \| Onychophora \| \| \| \| \| \| Tardigrada \| \| \| \| |
|  |                                                            |
|  | Onychophora                                                |
|  |                                                            |
|  | Tardigrada                                                 |
|  |                                                            |

|  | Onychophora |
|  |             |
|  | Tardigrada  |
|  |             |

|  | Kinorhyncha |
|  |             |

|  | Loricifera |
|  |            |
|  | Priapulida |
|  |            |

|  | Kinorhyncha |
|  |             |

|  | Loricifera |
|  |            |
|  | Priapulida |
|  |            |

|  | Nematomorpha |
|  |              |
|  | Nematoda     |
|  |              |

|  | Arthropoda                                                 |
|  |                                                            |
|  | \| \| Onychophora \| \| \| \| \| \| Tardigrada \| \| \| \| |
|  |                                                            |
|  | Onychophora                                                |
|  |                                                            |
|  | Tardigrada                                                 |
|  |                                                            |

|  | Onychophora |
|  |             |
|  | Tardigrada  |
|  |             |

|  | Nematomorpha |
|  |              |
|  | Nematoda     |
|  |              |

|  | Arthropoda                                                 |
|  |                                                            |
|  | \| \| Onychophora \| \| \| \| \| \| Tardigrada \| \| \| \| |
|  |                                                            |
|  | Onychophora                                                |
|  |                                                            |
|  | Tardigrada                                                 |
|  |                                                            |

|  | Onychophora |
|  |             |
|  | Tardigrada  |
|  |             |